# Hermann Fricke (Literaturhistoriker)
Hermann Fricke (* 19. Februar 1895 in Elberfeld, jetzt Wuppertal; † 18. Januar 1982 in Badenweiler) war ein deutscher Literaturhistoriker, Journalist und Verwaltungsbeamter sowie Initiator und erster Leiter des Theodor-Fontane-Archivs.

## Leben
Hermann Fricke wurde am 19. Februar 1895 in Elberfeld (seit 1929 Ortsteil von Wuppertal) geboren. Sein Vater war Architekt.
Von 1916 bis 1922 studierte er an Albert-Ludwigs-Universität Freiburg Germanistik, Anglistik und Philosophie. 1922 wurde er zum Dr. phil. promoviert. Danach ging Fricke nach Berlin und arbeitete als Journalist. Er war hier für verschiedene regionale und überregionale Zeitungen als Redakteur und Korrespondent tätig.
1932 trat Fricke in den Dienst der Brandenburgischen Provinzialverwaltung ein und wurde hier Leiter der Landesbücherei und des Schrifttumsarchivs. Er war Mitglied der Deutschen Volkspartei (DVP), einer nationalliberale Partei der Weimarer Republik, trat dann jedoch zum 1. April 1933 der NSDAP bei (Mitgliedsnummer 1.798.999).
Fricke nahm in seiner Funktion bei der Provinzialverwaltung Kontakt zu Friedrich Fontane in Neuruppin auf, dem letzten zu diesem Zeitpunkt noch lebenden direkten Nachkommen des Schriftstellers Theodor Fontane. Der ehemalige Verleger besaß einen umfangreichen, aber durch Versteigerungen und Verkäufe schon stark dezimierten Teil des väterlichen Nachlasses; anderes davon war in den Händen von Fontanes Enkel Otto (Sohn von Theodor Fontane jr.), der damals in Berlin-Wilmersdorf wohnte. Fricke freundete sich nach eigener Darstellung mit Friedrich Fontane, dem jüngsten Sohn des Dichters, an und verhandelte mit ihm als Erbenvertreter über die Übernahme des Fontane-Nachlasses durch die Brandenburgische Provinzialverwaltung.
1936 konnte aufgrund der Bemühungen Frickes der Fontane-Nachlass in das Brandenburgische Schrifttumsarchiv übernommen werden. Damit war der Grundstein zum heutigen Theodor-Fontane-Archiv gelegt. Fricke als dessen Leiter kümmerte sich um weitere Erwerbungen und legte Wert darauf, das Archiv als öffentliche Einrichtung vor allem für Literaturhistoriker zugänglich zu machen. Er organisierte Ausstellungen und veröffentlichte zahlreiche Publikationen über Th. Fontane, seine Persönlichkeit und sein Werk. Dazu zog er auch junge Germanisten heran, so Charlotte Jolles und Jutta Fürstenau.
1938 wurde Fricke Landesverwaltungsrat und stellvertretender Leiter der Abteilung Wissenschaft, Kunst und Ausbildung.
Nach dem Beginn des Zweiten Weltkrieges wurde das Fontane-Archiv aus dem Landeshaus der Provinz Brandenburg in der Berliner Matthäikirchstraße 3/5 in ein Gebäude der Provinzialverwaltung in Potsdam, Alte Zauche 67, verlegt und lagerte hier ab Frühjahr 1944 – für öffentliche Nutzung unzugänglich – in den Kellerräumen des Gebäudes in Stahlschränken. Fricke sprach sich gegen geplante Evakuierung der Archivalien aus, die aufgrund immer ausgedehnterer Bombardements der Alliierten notwendig erschien;6 er wurde jedoch 1942 zur Hauptfürsorgestelle für Kriegsbeschädigte und Hinterbliebene abkommandiert. So wurden gegen seinen Willen 1944 vor allem originale Fontane-Handschriften in das Provinzialgut Rotes Luch bei Müncheberg ausgelagert, dort nach Kriegsende geplündert und der größte Teil vernichtet.
Nach dem Krieg wurde Fricke noch kurzzeitig für das Märkische Museum in Berlin tätig. Er sichtete hier die noch vorhandenen Restbestände an Fontane-Manuskripten, die 1903 von dessen Ehefrau der Institution geschenkt worden waren, aber durch die Kampfhandlungen in den letzten Kriegstagen erheblich dezimiert worden waren. Seine Bestandsaufnahme wurde später Grundlage für die Korrektur des Inventarbuchs. Es ist nicht bekannt, ob er in jenen Tagen auch noch für das Potsdamer Fontane-Archiv tätig wurde.
Fricke lebte bis Herbst 1949 in Kleinmachnow und siedelte dann mit Unterstützung des Schriftstellers Hermann Kasack zunächst nach Berlin-Zehlendorf und 1950 nach Stuttgart über. In Westdeutschland war er für Bundesbehörden tätig.
Fricke blieb auch nach dem Krieg mit dem Theodor-Fontane-Archiv verbunden und beriet die Institution beim Wiederaufbau.
Er war Mitglied der Landesgeschichtlichen Vereinigung für die Mark Brandenburg (nach dem Krieg mit Sitz in Berlin/West) und veröffentlichte in deren Mitteilungsblatt diverse Aufsätze (s. u.), vor allem zu Theodor Fontane.
Hermann Fricke starb am 18. Januar 1982 in Badenweiler i. Br.

## Ehrungen
Am 13. Januar 1967 wurde Hermann Fricke von der Landesgeschichtlichen Vereinigung für die Mark Brandenburg die Fontane-Plakette verliehen.
1970 wurde Hermann Fricke zum Ehrenmitglied der Landesgeschichtlichen Vereinigung für die Mark Brandenburg ernannt.

## Veröffentlichungen

### Eigene Schriften (Auswahl)
- Emilie Fontane. Eine deutsche Dichtersfrau. Mit unveröffentlichten Gedichten und Briefen von Theodor und Emilie Fontane. Rathenower Zeitungsdruckerei, Rathenow 1937.
- Theodor Fontanes letzter Romanentwurf: Die Likedeeler. Rathenow 1938.
- Dichter der Mark. Ein Überblick. Hayn’s Erben, Berlin 1939.
- Theodor Fontane. Chronik seines Lebens. Arani, Berlin 1960.
- Karl Wilhelm Ferdinand Solger. Ein brandenburgisch-berlinisches Gelehrtenleben an der Wende vom 18. zum 19. Jahrhundert. Haude & Spener, Berlin 1972.

### Beiträge (Auswahl)
- Brandenburgische Jahrbücher. Hrsg. vom Landeshauptmann der Provinz Brandenburg. [Heft] 9. Theodor Fontane zum Gedächtnis, bearb. von Dr. H. F. Potsdam und Berlin 1938. ‒ Darin:
  - Vorbemerkung (S. 3);
  - Theodor Fontanes dichterische Sendung (S. 78 ff.)

- Forschungen zur Brandenburgischen und Preußischen Geschichte. Band 54, 1. Hälfte. Selbstverlag des Vereins für Geschichte der Mark Brandenburg. Berlin-Dahlem,  o. J. [1942]. ‒ Darin:
  - Ars Poetica an der Viadrina. S. 115 ff.

- Zeitschrift des Vereins für die Geschichte Berlins. – Darin:
  - Der Freund des Dichters. Zum Briefwechsel Theodor Fontanes mit Bernhard von Lepel. 58. Jg., Heft 2. Berlin 1941, S. 83 ff.
  - Fontanes Einzugslied zum 16. Juni 1871. 58. Jg., Heft 3. Berlin 1941, S. 96 f.
  - Breslauer Turner zu Besuch in Berlin unter Führung des Turnvaters Jahn. 58. Jg., Heft 3. Berlin 1941, S. 122 f.
  - Drei herbe Verluste für die Fontane-Forschung. 59. Jg., Heft 1. Berlin 1942, S. 51 f.
  - Th. Fontane als Kunstbetrachter. 59. Jg., Heft 1. Berlin 1942, S. 82 ff.
- Jahrbuch für brandenburgische Landesgeschichte. – Darin:
  - Fontanes Bild berlinisch-brandenburgischer Dichtung. Band 1 (1950), S. 4 ff.
  - Dobbertin. Eine erhalten gebliebene Fontanestätte. Band 2 (1951), S. 20.
  - Louis Vogel, Kleists Freund im alten Landeshause der Kurmark. Band 3 (1952), S. 9 f.
  - Jean Pauls Berliner Abenteuer. Band 4 (1953), S. 5 ff.
  - Fontanes Historik. Band 5 (1954), S. 13 ff.
  - Bibliographie der dichterischen Werke von Martin Anton Niendorf. Band 6 (1955), S. 65 f.
  - Die Ellora und das Rytly. Zwei Seitentriebe des Tunnel über der Spree. Band 7 (1956), S. 10 ff.
  - Joachim Christian Blum. Der Spaziergänger von Rathenow. Band 8 (1957), S. 5 ff.
  - Fontane, Theodor: Erinnerungen an Theodor Storm. Ein nicht vollendeter Nekrolog. Mitgeteilt von H. F. Band 9 (1958), S. 26 ff.
  - Wanderer zur Weisheit und Freiheit. Calvinistische Züge im Staatsdenken Jacob Burckhardts und Theodor Fontanes. Aus dem Festvortrag anläßlich des 75-jährigen Bestehens unserer Vereinigung am 30. Mai 1959. Band 11 (1960), S. 5 ff.
  - Theodor Fontanes Wanderungen durch die Mark Brandenburg als Vorstufe seiner epischen Dichtung. Band 13 (1962), S. 119 ff.
  - Das Theodor-Fontane-Archiv. Einst und jetzt. Band 15 (1964), S. 165 ff.
  - Der Sohn des Dichters. In memoriam Friedrich Fontane. Band 17 (1966), S. 24 ff.
  - Theodor Fontane als Begründer erwanderter Landesgeschichte in Brandenburg.  Band 20 (1969), S. 16 ff.
  - Albert Türcke. Ein Gedenken an den „Opitz“ des Tunnels über der Spree (Mit einem unbekannten Liederzyklus). Band 23 (1972), S. 123 ff.
  - Zur Entwicklung der Fontaneschen Jugendlyrik. Band 25 (1974), S. 125 ff.
  - Erinnerungen an die Studiengemeinschaft für wissenschaftliche Heimatkunde. Band 27 (1976), S. 105 ff.
  - Peter Fontane (1757–1826). Nach Mitteilungen seines Urenkels, des Verlagsbuchhändlers Friedrich Fontane. Band 28 (1977), S. 119 ff.
  - Fontanes Studien zum Roman „Vor dem Sturm“ am Werk des sächsischen Poeten und Persien-Reisenden Paul Fleming. Band 31 (1980), S. 141 ff.

- Jahrbuch der Geschichte Mittel- und Ostdeutschlands 1957, S. 297–325.
  - Die Landesdirektoren der Provinz Brandenburg 1876–1945.